# Limoeiro do Ajuru
Limoeiro do Ajuru est une municipalité brésilienne située dans l'État du Pará.